# 東京都道路公社
東京都道路公社（とうきょうとどうろこうしゃ）は、かつて存在した、東京都を設立団体とする地方道路公社。

## 概説
1988年3月1日設立。有料道路の新設・管理と、連続立体交差事業の受託を行ってきた。有料道路事業については、新設した2道路いずれも予測通行量を大幅に下回り、通行料金から建設費を償還する当初計画をあきらめ、無料開放することとなった。そのため公社としての役割を終え、2010年3月31日をもって解散した。
有料道路事業
- 稲城大橋有料道路 - 1989年2月14日建設着工、1995年3月27日工事完了。1995年4月14日に供用開始し、当初は30年で償還する予定であったが、通行料収入が当初予定の40％台にまで落ち込んだため、2010年4月1日無料開放。
- ひよどり山有料道路 - 2007年6月1日無料開放。

駐車場管理事業
- 練馬駅北口地下駐車場を行っていたが、2006年4月に練馬区へ移管した[2]。

受託事業
- JR中央線連続立体交差事業（三鷹駅・立川駅間） - 用地取得と側道整備。事業期間は1995年 - 2010年（2000年に、東京鉄道立体整備株式会社から事業を承継）。2002年に用地取得を完了。
- JR南武線連続立体交差事業（矢野口駅・南多摩駅間） - 用地取得と側道整備。事業期間は1992年 - 2010年。2006年に用地取得を完了。